# Daphne morrisonensis
Daphne morrisonensis är en tibastväxtart som beskrevs av C.E. Chang. Daphne morrisonensis ingår i släktet tibaster, och familjen tibastväxter. Inga underarter finns listade i Catalogue of Life.